# Pšenice (Bujanov)
Pšenice (německy Pschenitz) je zaniklá ves v katastrálním území Suchdol u Bujanova, dnes součást obce Bujanov v okrese Český Krumlov. Je to také název zastávky a automatického hradla na železniční trati 196  České Budějovice – Summerau. Dále je zde strážní domek a zbytky drážního tělesa zaniklé koněspřežné dráhy České Budějovice – Linec.

## Historie
První písemná zmínka je z roku 1379 (Pssenicz). Název vsi je zřejmě odvozen od významu „ves lidí Pšenových“. Ves bývala osadou obce Hněvanov (německy Liebesdorf). V roce 1930 zde žilo 62 obyvatel a bylo zde 11 domů. V roce 1950 byla osadou obce Rožmitál na Šumavě. K 1. lednu 1973 jako část obce zanikla.